# Tabernaemontana alba
Tabernaemontana alba là một loài thực vật có hoa trong họ La bố ma. Loài này được Mill. miêu tả khoa học đầu tiên năm 1768.